# Canal 14 (Santiago del Estero)
El Canal 14 de Santiago del Estero o más conocido como Canal 14 de TIC, es un canal de televisión argentino con su sede en la Ciudad de Santiago del Estero. Propiedad de la empresa Super y del Grupo Ick, operado a través de Tele Imagen Codificada.

## Historia
Canal 14 inició sus transmisiones en 1992, el mismo año de la fusión entre Tele Visión Codificada (TVC) y Tele Imagen Privada (TIP) para dar lugar a Tele Imagen Codificada, unificando la oferta de televisión por aire y por cable en una sola estructura empresarial.
A lo largo de los años 90 y 2000, Canal 14 se posicionó como el canal local de referencia para la provincia, ofreciendo programación variada que incluía noticias regionales, deportes, entretenimiento y programas culturales.
En 1997, Supercanal Holding adquirió el 70% de TIC, integrando a Canal 14 en una red nacional de empresas de televisión por cable, sin perder su identidad regional.
TIC también amplió su cobertura a ciudades cercanas como La Banda, Fernández, Forres y Beltrán, mediante redes de cable y transmisiones UHF.
El 19 de noviembre de 2019, Canal 14 comenzó a emitir su señal en alta definición (HD), convirtiéndose en uno de los primeros canales locales en implementar este formato en la provincia.

## Premios y reconocimientos
Canal 14 ha recibido varios reconocimientos en los Premios Martín Fierro Federal.

### Premios Martín Fierro Federal 2024

#### Mejor Programa Deportivo
100% Básquet: Programa dedicado a la cobertura del baloncesto argentino, conducido por Jimena Salvatierra, Federico Chara y Mariano Díaz. La ceremonia de entrega se realizó en San Miguel de Tucumán y fue transmitida por América TV.

### Premios Martín Fierro Federal 2023

#### Mejor Programa Infantil
TICteres TV: Programa infantil de títeres producido por el grupo teatral santiagueño Sombras y Trapos, que presenta situaciones cotidianas y programas ficticios de televisión con contenido educativo y de entretenimiento.

#### Mejor Programa Humorístico
La Cadetería: Serie humorística de ocho episodios producida por Sombras y Trapos y El Último Foco, protagonizada por actores locales como Roque Riera y Roberto Cáceres.

## Programación
Tiene una programación variada con énfasis en contenidos locales y regionales de Santiago del Estero. Su grilla incluye programas de producción propia, noticias, deportes y entretenimiento, orientados a la comunidad santiagueña.